# Province de Mondol Kiri
Mondol Kiri (មណ្ឌលគីរី) (« montagne (giri) du mandala » en khmer, les deux termes sont issus du sanskrit, et le mandala est lié au Cambodge à la magie et au culte de Shiva) est une province du Cambodge. 
Cette province est une région de collines rouges de latérite fortement boisé à 80 %.
Elle comprend 5 districts :
- 1101 Kaev Seima (កែវសីម៉ា) ("périmètre des pierres précieuses", du sanskrit sīmā : "limite, frontière")
- 1102 Kaoh Nheaek (កោះញែក) ("île bifurquée")
- 1103 Ou Reang (អូររាំង) ("rigole du Barringtonia (Lecythidaceae)")
- 1104 Pechr Chenda (ពេជ្រចិន្តា) ("gemme du cœur", c'est-à-dire "gemme préférée", du sanskrit vajra : "foudre, diamant" et cintā : "pensée")
- 1105 Saen Monourom (សែនមនោរម្យ) ("dix mille (fois) ravissant", c'est-à-dire "très ravissant", du sanskrit manorama : "charmant")

Mondolkiri signifie « Rencontre des collines » et est appelée la « Suisse du Cambodge » en raison de ses collines d'épicéas. Située à 800 mètres d’altitude (point culminant à 1 078 métres au Phnom Nam Lier), cette province offre la vision d’un Cambodge atypique. Tout en rondeurs, le paysage de verts vallons au milieu desquels serpentent des routes rouges et sinueuses accepte quelques vagues ressemblances mais refuse toute comparaison. Certains diraient la Suisse sous le soleil à la saison sèche, d’autres l’Irlande sans les routes goudronnées à la saison des pluies. La couleur rouge de la terre contraste avec le vert des plaines et les couleurs foncées d’un ciel chargé.[citation nécessaire]
Mondolkiri est reliée a Kampong Cham par une route en excellent état (février 2013) toute en "montagnes russes". Une route, construite par un consortium chinois, est en cours de réalisation (février 2013) et reliera Sen Monorom à la province de Rotanah Kiri.

## Démographie
|                                            | Mondol Kiri | Mondol Kiri | Cambodge    | Cambodge    |
| 1998                                       | 2008        | 1998        | 2008        |             |
| Population totale                          | 32 407      | 60 811      | 11 437 656  | 13 388 910  |
| Croissance de la population 1998 - 2008    | 87,6 %      | 87,6 %      | 17 %        | 17 %        |
| Taux de la population rurale               | 91,57 %     | 91,77 %     | 82,29 %     | 80,47 %     |
| Densité                                    | 2 hab./km2  | 4 hab./km2  | 64 hab./km2 | 75 hab./km2 |
| Sex-ratio (Nombre d'hommes pour une femme) | 1,022       | 1,049       | 0,93        | 0,942       |
| Taille moyenne des foyers                  | 5,7 membres | 4,9 membres | 5,2 membres | 4,7 membres |

## Bibliographie

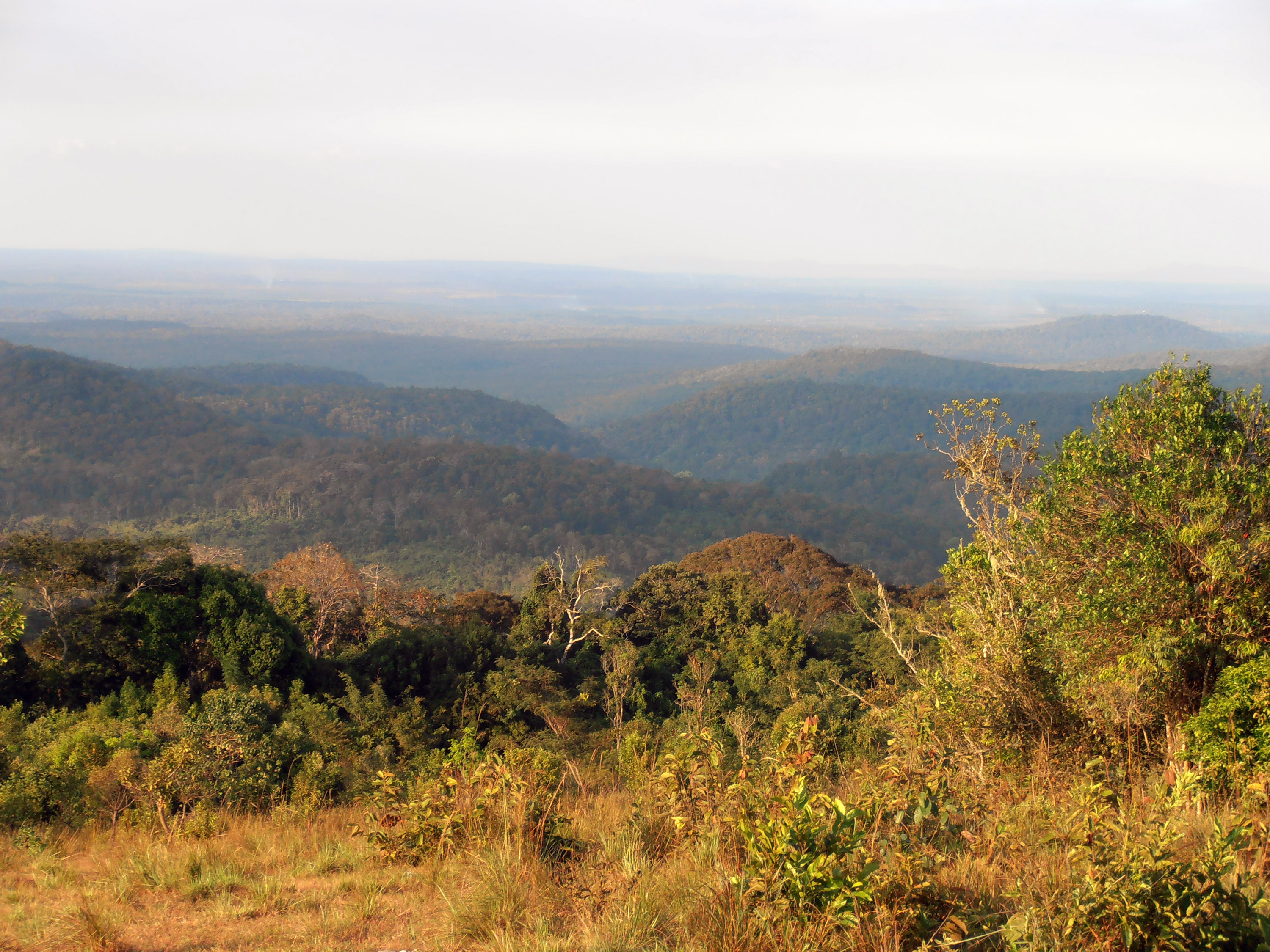
Paysage du Mondol Kiri.